# Air Service Gabon
Air Service Gabon fue una aerolínea con base en Libreville, Gabón. Fue fundada en 1965 y efectuaba vuelos regulares y chárter de pasajeros en el oeste de África. Su principal base de operaciones era el Aeropuerto Internacional de Libreville. La aerolínea se encontraba en la lista de aerolíneas prohibidas en la Unión Europea.
La aerolínea cesó sus operaciones el 3 de agosto de 2010.

## Destinos
Air Service Gabon efectúa vuelos regulares a los siguientes destinos (en marzo de 2009): 
- Camerún
  - Douala (Aeropuerto Internacional de Douala)
- Gabón
  - Franceville (Aeropuerto Internacional M'Vengue El Hadj Omar Bongo Ondimba)
  - Gamba (Aeropuerto de Gamba)
  - Koulamoutou (Aeropuerto Koula Moutou)
  - Libreville (Aeropuerto Internacional de Libreville)
  - Makokou (Aeropuerto de Makokou)
  - Mouila (Aeropuerto de Mouila)
  - Oyem (Aeropuerto de Oyem)
  - Port-Gentil (Aeropuerto Internacional de Port-Gentil)
- República del Congo
  - Brazzaville (Aeropuerto Maya-Maya)
  - Pointe-Noire (Aeropuerto de Pointe Noire)
- Santo Tomé y Príncipe
  - São Tomé (Aeropuerto Internacional de São Tomé)

## Flota
La flota de Air Service Gabon incluye los siguientes aviones (a 1 de diciembre de 2010):
- 3 Bombardier Dash 8-100
- 1 Bombardier Dash 8-300

A 4 de noviembre de 2008, la media de edad de la flota de Air Service Gabon es de 12.3 años.